# Boudica
Boudica (Boudika, Budika), prej znana kot Boadicea, je bila kraljica plemena Icenov Vodila je upor proti rimskim napadalcem v Britaniji (60) in (61). leto med vladavino cesarja Nerona, v katerem je bilo ubitih 70.000 Rimljanov. Vendar je bil upor vseeno zatrt in Boudica je storila samomor. Te dogodke opisujeta dva zgodovinarja, Tacit v svojih Analih in Življenju Julija Agricole ter Kasij Dion v svoji Zgodovini Rima.
Njen mož, Prasutagus, icenski kralj, ki je vladal kot neodvisen zaveznik Rima, je v oporoki svoje kraljestvo zapustil hčerama in rimskemu cesarju, ko pa je umrl, so njegovo oporoko prezrli, verjetno zato, ker Rimljani za razliko od Britancev niso priznavali deklic kot dedičev. Kraljestvo je bilo priključeno in osvojeno, Budiko so bičali, njene hčere pa posilili.
Leta 60 ali 61, medtem ko je rimski guverner Gaius Suetonius Paulinus vojskoval na otoku Anglesey v severnem Walesu, je Boudica vodil upor Icenov, Trinovatov in drugih plemen proti Rimljanom. Uničili so Camulodunum (danes Colchester), ki je bil prej glavno mesto Trinovatov, zdaj pa je bil rimska kolonija, kamor so pošiljali odpuščene rimske vojake. Tu je stal tudi tempelj pobožanstvenega (diviniziranega) nekdanjega cesarja Klavdija, ki je bil zgrajen in vzdrževan na stroške lokalnega prebivalstva.
Ko je Gaj Svetonij Pavlin slišal za upor je pohitel v Londinium (danes London), trgovsko mesto, staro še manj kot dvajset let, ki je bilo naslednja tarča upornikov. Vendar je kmalu spoznal, da nima dovolj mož, da bi ga branil, zato ga je evakuiral in zapustil. Londinium je bil požgan in porušen do tal, prav tako kot Verulamium (danes St. Albans). Ocenjuje se, da je bilo v teh treh mestih ubitih približno 70.000–80.000 ljudi. Suetonius Paulinus je medtem pregrupiral svoje sile v Zahodnem Midlandsu in čeprav je imel precej manj vojakov v bitki pri Watling Streetu premagal Boudico. Zaradi nastale krize je cesar Neron razmišljal o umiku z Britanskega otočja, vendar je Paulinusova zmaga nad Boudico zagotovila nadaljnji rimski nadzor nad provinco.
Zgodovino teh dogodkov sta zapisala Tacit in Kasij Dion, v času renesanse je bila potegnjena iz pozabe, ko je bila legenda oživljena v viktorijanski dobi, ko je bila kraljica Viktorija identificirana z Boudico. Od takrat do danes je Boudica postala pomemben kulturni simbol Združenega kraljestva in njegovega poznejšega odpora proti napadalcem z evropske celine.